# Die schwimmende Feder
Die schwimmende Feder (niederländisch: Het drijvend veertje) ist der hauptsächlich verwendete Name eines Ölgemäldes des niederländischen Malers Melchior de Hondecoeter, das eigentlich den Titel Ein Pelikan und andere Vögel an einem Teich (Een pelikaan en ander gevogelte bij een waterbassin) trägt. Ein kleines Detail, eine Feder, die auf dem Teich schwimmt, verdrängte den offiziellen Namen des Bildes. Das 159 cm × 144 cm große Werk von um 1680 befindet sich im Rijksmuseum Amsterdam.

## Inhalt, Geschichte und Hintergrund

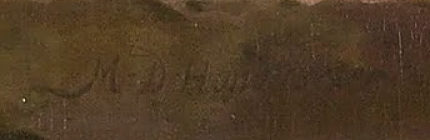
Signatur „M.D. Hondecoeter“
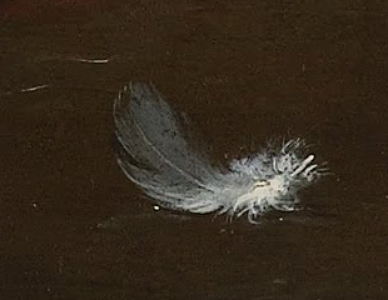
Die Feder

Das Gemälde wurde um 1680 gemalt, wahrscheinlich für das Jagdhaus des Statthalters Wilhelm III. von Oranien-Nassau, das jetzt das königliche Palais in Soestdijk ist, oder für das Het Loo Palais in Apeldoorn. Es zeigt eine Vielzahl von Vögeln, einfachen und exotischen, an und auf einem Teich. Hondecoeter war für seine Vogelstudien und besonders für die realistische Darstellungsweise seiner Sujets bekannt. Obwohl er zu Beginn seiner Karriere mit verschiedenen Stilrichtungen experimentierte, favorisierte er nach 1660 Kompositionen ähnlich der auf dem Bild Die schwimmende Feder gezeigten: sorgfältig beobachtete Motive, die er auf Bauernhöfen, in höfischen Menagerien und Landschaftsparks fand. Aufwändige landschaftliche oder architektonische Elemente belebten die Hintergründe der Szenerien. Seine Bilder wurden von den Regenten und Kaufleuten von Amsterdam bewundert, und von Wilhelm III., der drei seiner Werke besaß, geschätzt. Hondecoeters großformatige Gemälde waren gut geeignet zur Ausstattung der großen Landsitze und entsprachen dem Geschmack der Zeit.
Hondecoeter hatte eine eigene Fasanerie, er besuchte aber auch die Landhäuser seiner Auftraggeber und Förderer, wo er andere exotische Tiere studieren konnte. Es heißt, er habe einen Hahn besessen, der auf Kommando stillstand, so dass er ihn ohne Unterbrechung malen konnte. Auf dem Bild sind neben dem Pelikan verschiedene Arten von wildem Geflügel sowie Hausenten dargestellt, darunter die Moschusente, die Rothalsgans und die Pfeifente; am Ufer des Teichs im Hintergrund sind große Vögel von verschiedenen Kontinenten dargestellt: ein Helmkasuar, ein Südafrika-Kronenkranich und Flamingos.
Der eigentliche Name ist Ein Pelikan und andere Vögel an einem Teich (Een pelikaan en ander gevogelte bij een waterbassin). Ein kleines Detail, eine Feder, die auf dem Teich schwimmt, verdrängte den offiziellen Namen des Bildes. Das 159 cm × 144 cm große Werk hängt im Rijksmuseum Amsterdam. Es wurde 1799 erworben, die Objektnummer ist SK-A-175. Die Signatur lautet „M.D. Hondecoeter“  (unteres Bilddrittel oberhalb der Rothalsgans).

## Zweite Version

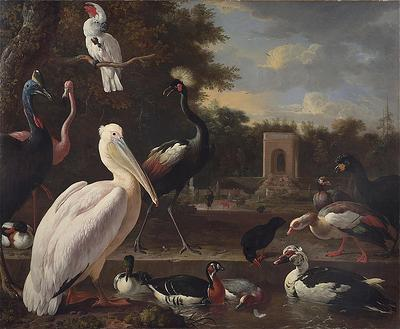
Zweite Version

Hondecoeter malte ein weiteres, sehr ähnliches Bild, Ein Pelikan und andere exotische Vögel in einem Park, auf dem einige Elemente identisch sind: die Vögel auf dem Wasser, die Gruppe exotischer Vögel, der Pelikan und, bemerkenswerterweise die schwimmende Feder; einige sind ähnlich: die Landschaft und die Moschusente, die vollständig zu sehen ist; andere Elemente sind völlig anders: auf diesem Bild sitzt ein Molukkenkakadu, in einem Baum neben dem Teich und am Ufer des Teiches im Hintergrund wurden andere Vögel eingefügt. Das genaue Entstehungsdatum dieses Bildes ist nicht bekannt; wahrscheinlich entstand es zwischen 1655 und 1660.